# Carlos da Cunha e Menezes
Carlos da Cunha e Menezes (Lisbona, 9 aprile 1759 – Lisbona, 14 dicembre 1825) è stato un cardinale e patriarca cattolico portoghese.

## Biografia
Nacque a Lisbona il 9 aprile 1759.
Papa Pio VII lo elevò al rango di cardinale nel concistoro del 27 settembre 1819.
Morì il 14 dicembre 1825 all'età di 66 anni.

## Genealogia episcopale
La genealogia episcopale è:
- Cardinale Guillaume d'Estouteville, O.S.B.Clun.
- Papa Sisto IV
- Papa Giulio II
- Cardinale Raffaele Riario
- Papa Leone X
- Papa Clemente VII
- Cardinale Antonio Sanseverino, O.S.Io.Hier.
- Cardinale Giovanni Michele Saraceni
- Papa Pio V
- Cardinale Innico d'Avalos d'Aragona, O.S.Iacobi
- Cardinale Scipione Gonzaga
- Patriarca Fabio Biondi
- Papa Urbano VIII
- Cardinale Cosimo de Torres
- Cardinale Francesco Maria Brancaccio
- Vescovo Miguel Juan Balaguer Camarasa, O.S.Io.Hier.
- Papa Alessandro VII
- Cardinale Neri Corsini
- Vescovo Francesco Ravizza
- Cardinale Veríssimo de Lencastre
- Arcivescovo João de Sousa
- Vescovo Álvaro de Abranches e Noronha
- Cardinale Nuno da Cunha e Ataíde
- Cardinale Tomás de Almeida
- Cardinale João Cosme da Cunha, C.R.S.A.
- Arcivescovo Francisco da Assunção e Brito, O.E.S.A.
- Vescovo José António Pinto de Mendonça Arrais
- Cardinale Carlos da Cunha e Menezes